# Конеј
Конеј (фр. Cauneille) насеље је и општина у југозападној Француској у региону Аквитанија, у департману Ланд која припада префектури Дакс.
По подацима из 2011. године у општини је живело 810 становника, а густина насељености је износила 52,53 становника/km². Општина се простире на површини од 15,42 km². Налази се на средњој надморској висини од 9 метара (максималној 136 m, а минималној 2 m).

## Демографија
| 1962. | 1968. | 1975. | 1982. | 1990. | 1999. | 2011. |
| ----- | ----- | ----- | ----- | ----- | ----- | ----- |
| 524   | 617   | 641   | 638   | 679   | 704   | 810   |

График промене броја становника у току последњих година